# Tatyana Tomashova
Tatyana Ivanovna Tomashova, née le 1er juillet 1975 à Perm (Russie), est une athlète russe spécialiste du demi-fond (sur 1 500 et 3 000 mètres notamment).

## Carrière
Elle devient championne du monde en 2003 à Paris, en 3 min 58 s 52, et conserve ce titre en 2005 à Helsinki avec une meilleure performance personnelle de la saison en 4 min 00 s 35. Un an plus tard, en 2004, elle remporte la médaille d'argent des Jeux olympiques, devancée par la Britannique Kelly Holmes, puis acquiert un titre européen en 2006 aux Championnats d'Europe de Göteborg. Ce jour-là, elle signe son record personnel en 3 min 56 s 91. 
En juillet 2008, Tomashova est suspendue deux ans pour dopage par la F
édération internationale, avec six autres athlètes russes,  et est exclue de participation aux Jeux olympiques de Pékin.
En 2012, elle termine à la quatrième place des Jeux olympiques de Londres sur 1 500 m. Elle est finalement reclassée troisième le 17 août 2015, à la suite du test antidopage positif de la gagnante de la course et remporte à ce jour une médaille à 37 ans. Le 29 mars 2017, elle reçoit même la médaille d'argent, à la suite de la disqualification d'une autre athlète turque, Gamze Bulut.
Blessée en 2013, elle fait son retour en 2014 où elle réalise à Kazan : 4 min 06 s 77, son meilleur temps de la saison.
Elle revient sur les compétitions internationales en août 2015, lors des championnats du monde de Pékin où elle se qualifie pour la finale. Elle termine 10e de cette finale en 4 min 14 s 18.

## Palmarès
| Date | Compétition                   | Lieu      | Résultat | Épreuve  | Temps          |
| ---- | ----------------------------- | --------- | -------- | -------- | -------------- |
| 1994 | Championnats du monde juniors | Lisbonne  | —        | 10 000 m | DNF            |
| 2000 | Jeux olympiques               | Sydney    | 13e      | 5 000 m  | 15 min 01 s 28 |
| 2001 | Championnats du monde         | Edmonton  | 10e      | 5 000 m  | 15 min 23 s 83 |
| 2001 | Finale du Grand Prix          | Melbourne | 1er      | 3 000 m  | 9 min 30 s 39  |
| 2002 | Coupe du monde des nations    | Madrid    | 2e       | 1 500 m  | 4 min 09 s 74  |
| 2002 | Championnats d'Europe         | Munich    | 3e       | 1 500 m  | 4 min 01 s 28  |
| 2002 | Finale du Grand Prix          | Paris     | 1er      | 1 500 m  | 4 min 00 s 63  |
| 2002 | Finale du Grand Prix          | Paris     | 2e       | 3 000 m  | 8 min 56 s 34  |
| 2003 | Championnats du monde         | Paris     | 1re      | 1 500 m  | 3 min 58 s 52  |
| 2003 | Finale mondiale               | Monaco    | 7e       | 1 500 m  | 4 min 02 s 78  |
| 2004 | Jeux olympiques               | Athènes   | 2e       | 1 500 m  | 3 min 58 s 12  |
| 2004 | Finale mondiale               | Monaco    | 2e       | 1 500 m  | 4 min 05 s 18  |
| 2005 | Championnats du monde         | Helsinki  | 1re      | 1 500 m  | 4 min 00 s 35  |
| 2005 | Finale mondiale               | Monaco    | 2e       | 1 500 m  | 4 min 00 s 28  |
| 2006 | Championnats d'Europe         | Göteborg  | 1re      | 1 500 m  | 3 min 56 s 91  |
| 2006 | Finale mondiale               | Stuttgart | 2e       | 1 500 m  | 4 min 03 s 26  |
| 2006 | Coupe du monde des nations    | Athènes   | 2e       | 1 500 m  | 4 min 02 s 45  |
| 2012 | Jeux olympiques               | Londres   | DSQ      | 1 500 m  | 4 min 10 s 90  |
| 2015 | Championnats du monde         | Pékin     | 10e      | 1 500 m  | 4 min 14 s 18  |

## Records personnels
| Épreuve |              | Performance    | Lieu     | Date         |
| ------- | ------------ | -------------- | -------- | ------------ |
| 800 m   | En plein air | 2 min 02 s 09  | Moscou   | 11 juin 2012 |
| 1 500 m | En plein air | 3 min 56 s 91  | Göteborg | 13 août 2006 |
| 3 000 m | En plein air | 8 min 25 s 56  | Rome     | 29 juin 2001 |
| 5 000 m | En plein air | 14 min 39 s 22 | Berlin   | 31 août 2001 |